# Андриан, Леопольд
Леопольд Андриан (полное имя и фамилия — Леопольд Фрайхерр Фердинанд фон Андриан цу Вербург) (нем. Leopold Andrian; 9 мая 1875, Берлин — 19 ноября 1951, Фрибур, Швейцария) — австрийский дипломат, политик, писатель

, поэт, драматург. Доктор права. Тайный советник.

## Биография
Представитель старого аристократического рода. Его отец был антропологом и профессором в Вене, а мать — дочерью Джакомо Мейербрера, немецко-французского композитора еврейского происхождения.
В 1885—1887 годах учился в иезуитской школе в Кальксбурге (ныне часть Вены). Затем, в одной из самых известных венских гимназий «Schottengymnasium»; по её окончании он изучал право, историю, философию и литературу в Венском университете.
В 1899 году получил докторскую степень в области юридических наук.
В том же году начал работать в министерстве иностранных дел Австро-Венгрии. Служил на дипломатических должностях в консульствах и посольствах Афин, Рио-де-Жанейро (1902), Буэнос-Айреса (1905), Бухареста (1907—1908) и Санкт-Петербурга.
С 1911 года был назначен генеральным консулом в Варшаве, оставался там до августа 1914 года. Будучи экспертом по России и Польше и близким советником министра иностранных дел графа Леопольда фон Берхтольда, был отозван в Вену, где активно участвовал в разработке военной политики Австро-Венгрии, обозначил военные цели Габсбургской монархии в начале Первой мировой войны.
От имени министра иностранных дел графа Леопольда фон Берхтольда он представил подробную программу по вопросу о захвате Австриею территорий на северо-востоке в случае успешной войны между центральными державами и Российской империей. Эта программа предусматривала аннексию части Подолья и Волыни, раздел земель Польши, три четверти из них должны были отойти Австро-Венгрии, остальные — Германии.
После немецкого вторжения в Варшаву во время Первой мировой войны в 1915 году вернулся в польскую столицу в качестве дипломатического представителя Австро-Венгерской империи при немецком губернаторе в Варшаве и оставался на этом посту до 1917 года. В 1917 году был назначен докладчиком по польским делам, в 1918 году принял участие в мирных переговорах в Брест-Литовске. 18 июля 1918 года ему было присвоено звание Тайного советника.
После окончания мировой войны работал в Бургтеатре в Вене, участвовал в организации Зальцбургского фестиваля.
В 1920 году после распада Австро-Венгрии принял гражданство Княжества Лихтенштейн.
После аншлюса в марте 1938 года Л. Андриан, который числился в чёрном списке гестапо, пришлось бежать из страны. Сначала он отправился в Ниццу, затем летом 1940 года через Испанию и Португалию в Бразилию. После окончания Второй мировой войны вернулся в Австрию.
Незадолго до своей смерти на рубеже 1950/1951 годов отправился в Родезию и Южную Африку .
Умер 19 ноября 1951 года во Фрибуре, Швейцария в возрасте 76 лет. Похоронен в фамильной усыпальнице в Альтаусзее (Австрия).

## Творчество
Был членом литературного «кружка Стефана Георге» («George-Kreis»), который недоброжелатели окрестили «клубом экстравагантных одиночек». В него входили многие знаменитые люди, например предприниматель и поэт Роберт Бёрингер, Гуго фон Гофмансталь, Карл Вольфскель, Фридрих Гундольф, Эрнст Канторович, Людвиг Клагес, братья Клаус, Александер и Бертольд фон Штауффенберг, Альфред Шулер и др.
Кроме того, был членом сообщества литераторов «Молодая Вена».
Автор ряда символических и импрессионистских произведений, политико-литературных воспоминаний.

## Избранные произведения
- Der Garten der Erkenntnis. Erzählung. Schmidt-Dengler, Graz 1895.
- Gedichte. De Zilverdistel, Haarlem 1913.
- Das Fest der Jugend. Des Gartens der Erkenntnis erster Teil und die Jugendgedichte. Fischer, Berlin 1919.
- Die Ständeordnung des Alls. Rationales Weltbild eines katholischen Dichters. Kösel & Pustet, München 1930.
- Österreich im Prisma der Idee. Katechismus der Führenden. Schmidt-Dengler, Graz 1937.
- Das Fest der Jugend. Die Jugendgedichte und ein Sonett. Schmidt-Dengler, Graz 1948.
- Leopold Andrian und die Blätter für die Kunst. Gedichte, Briefwechsel mit Stefan George und anderes. Mit einer Einleitung hrsg. von Walter H. Perl. Hauswedell, Hamburg 1960.
- Frühe Gedichte. Walter H. Perl (ed). Hauswedell, Hamburg 1972.
- Fragmente aus «Erwin und Elmire». Joëlle Stoupy (ed). Castrum-Peregrini, Amsterdam 1993.
- Der Garten der Erkenntnis und andere Dichtungen. Dieter Sudhoff (ed). Igel, Oldenburg 2003, ISBN 3-89621-158-7.